# Lars Riedel
Lars Peter Riedel, född 28 juni 1967 i Zwickau, är en före detta tysk friidrottare (diskuskastare). 
Riedel är en av 1990-talets största diskuskastare med fem VM-guld, ett OS-guld och 1 EM-guld. Han började sin karriär i Östtyskland och ställde upp i EM 1990 men utan större lycka. Året efter 1991 vann han sitt första VM-guld. Han försvarade sin titel såväl 1993, 1995 som 1997. Vid VM 1999 slutade han trea efter amerikanen Anthony Washington och Jürgen Schult. Vid VM 2001 stod Riedel åter som mästare. Hans personliga rekord är 71,50 från 1997 vilket placerar honom på sjätte plats i världshistorien. 